# Frauendorf (Brandenburgia)
Frauendorf – gmina w Niemczech w kraju związkowym Brandenburgia, w powiecie Oberspreewald-Lausitz, wchodzi w skład urzędu Ortrand.